# Barranc de Llena
El barranc de Llena és un barranc de l'antic terme de Benés, de l'Alta Ribagorça, tot i que administrativament pertany al terme de Sarroca de Bellera, al Pallars Jussà.
Es forma al vessant sud-oest del Pic de Llena, a 2.352 m. alt. Des d'aquell lloc davalla cap al sud-oest, en direcció al fons de la vall de Manyanet, on arriba al sud-est de la Borda de Castell i s'aboca en el riu de Manyanet als Llomars.